# 新報スポニチ
新報スポニチ（しんぽうスポニチ）は、琉球新報社が発行していたスポーツ新聞である。題号が示す通りスポーツニッポン（スポニチ）の沖縄県版的位置付けで、事実上のエリアフランチャイズである。2025年3月31日付で紙の新聞としては休刊となり、紙面ビューアーを用いる電子版に移行した。
沖縄タイムス社が日刊スポーツを刊行しているのに対抗し、琉球新報社はスポーツニッポン（かつて泉崎の旧本社ビルにグループの毎日新聞社那覇支局があった）、サンケイスポーツ（同前、発行元の産経新聞那覇支局があった）、報知新聞（同前、グループの読売新聞那覇支局があった）のうちから、もっとも本土新聞で関係の深い毎日新聞系のスポーツニッポン新聞社と提携することになり、1990年に沖縄版として創刊した。

## 概要
紙面の内容は、スポーツニッポン新聞社の東京本社（東京都江東区越中島）で編集・制作された9版の紙面で構成しているが、ラ・テ欄及びアダルト面、中央競馬面、公営競技面などは割愛されている（沖縄県には公営競技の施設がない。中央競馬の重賞レース記事が1面もしくは最終面の場合、沖縄県は西日本ではあるが、東京本社版を掲載）。
1面及び最終面、スポーツ面、社会面、芸能面の構成で、カラー印刷の1面及び最終面以外はモノクロ印刷の12ページで発行され（元日号のみ別刷りなしの16ページで、芸能面は沖縄県出身芸能人へのインタビュー面が特別に制作される）、これは東京本社の発行するページ数のおよそ半分となる。
広告は琉球新報社が募集したものに差し替えられている（掲載されている広告は沖縄県内の貸金業や男性向けクリニック、地元病院や業者、琉球新報社の宣伝、ACジャパン）。
社会面は創刊当初は掲載されていなかったが、2022年現在、東京本社版と同様に芸能面の前の面に掲載されている。なお、スポーツ大会が重なるなどして多くなったスポーツ面により、紙面が12ページに収まらない場合には主に社会面が割愛されることがある。
1面題字は「スポーツニッポン」の部分を「新報スポニチ」に差し替えているが、2面以降の欄外の題字は「スポーツニッポン」のままである。第三種郵便物ではない（日刊スポーツ沖縄版は第三種郵便物であるが本紙は新聞名が違うためと思われる。本紙にローカル面はないもののサンケイスポーツと道新スポーツとの提携関係に近い）ため、発行者欄や2面以降の欄外に「第三種郵便物認可」の文字はない。
沖縄県では、沖縄タイムス社から「日刊スポーツ」の沖縄県向けに販売する分が印刷・発行されている。こちらも東京本社7版の紙面を本紙同様に抜粋しカラー・白黒印刷の構成も同じく12ページで発行、2022年1月1日現在の月間購読料も同一価格の税込1,029円（1部売りは2019年の消費税増税に伴い本紙61円、日刊沖縄版60円と違うようになった）。
これとは別に新聞販売業者により、両スポーツ紙および他スポーツ紙の東京本社や西部本社（福岡県）が発行している即売版を空輸し、航空便料金を上乗せして、業者のオフィス以外に沖縄ファミリーマートや那覇空港ターミナルなどで販売している（沖縄県で琉球新報社が印刷している日本経済新聞以外の一般紙、夕刊紙、競馬新聞も同様）。